# Jorge Colaço
Jorge de Jesus Maria José Cirilo Raimundo Sebastião Eusébio Colaço (Tânger, Marrocos, 26 de fevereiro de 1868 – Caxias, Oeiras, Portugal, 23 de agosto de 1942) foi um pintor, ceramista e intelectual português. Era parente do pianista Alexandre Rey Colaço e foi casado com a escritora e poetisa Branca de Gonta Colaço.

## Vida
Nasceu no Consulado de Portugal em Tânger, Marrocos, filho do escritor e diplomata José Daniel Raimundo Colaço e Macnamara, 1.º barão de Colaço e Macnamara, e de Virgínia Maria Vitória Clara Rey de Colaço, ambos naturais de Tânger. Estudou arte em Lisboa, Madrid e e em 1886 foi estudar para Paris.
Permaneceu em Paris 6 anos a estudar e a trabalhar, tendo sido caricaturista do jornal Le Figaro. Foi admitido no Salon de Paris em 1893 (exposição oficial da l’Académie des Beaux-Arts de Paris) e foi Presidente da Sociedade Nacional de Belas Artes (1906-1910).
Casou a 23 de novembro de 1898, na Capela do Santuário de Nossa Senhora da Conceição da Rocha, em Carnaxide, concelho de Oeiras, construído por impulso do seu sogro, com a escritora Branca Eva de Gonta Syder Ribeiro, filha de Tomás Ribeiro. Celebrou o casamento o então bispo de Betsaida, D. António Frutuoso Aires de Gouveia Osório. Foram padrinhos de casamento Manuel Joaquim Alves Machado, Visconde de Alves Machado, e a companheira deste, Antónia Bernarda Dolores Rodrigues. Do seu casamento nasceram quatro filhos, o advogado, dramaturgo e escritor Tomás Ribeiro Colaço (1899-1965), a escultora Ana Raymunda de Gonta Colaço (1903-1954) e a escritora Maria Christina Raymunda de Gonta Colaço de Aguiar (1905-1996), tendo a sua primeira filha falecido pouco após nascer em 1902.
Trabalhou na Fábrica de Louça de Sacavém de 1904 até 1924 e depois na Fábrica de Cerâmica Lusitânia de Lisboa e Coimbra onde colaborou até à data da sua morte.
Exímio desenhador, destacou-se na caricatura, na pintura e no azulejo, aqui com capacidades inovadoras de processos e de técnicas. Foi proprietário e diretor artístico da revista O Thalassa (1913-1916), de cariz monárquica e contra a Primeira República, colaborou no periódico Branco e Negro que foi publicado entre 1896 e 1898, também em O Branco e Negro editado apenas em Março e Abril de 1899, e ainda na revista Illustração portugueza iniciada em 1903.
Era primo da atriz Amélia Rey Colaço.
A 16 de setembro de 1936, foi agraciado com o grau de Grande-Oficial da Ordem Militar de Sant'Iago da Espada.

## Obras
Foram inventariados cerca de 1000 painéis de azulejos em 116 locais diferentes.

### Em Portugal
Em Portugal está representado em painéis de azulejo em muitos edifícios e lugares. Alguns exemplos:

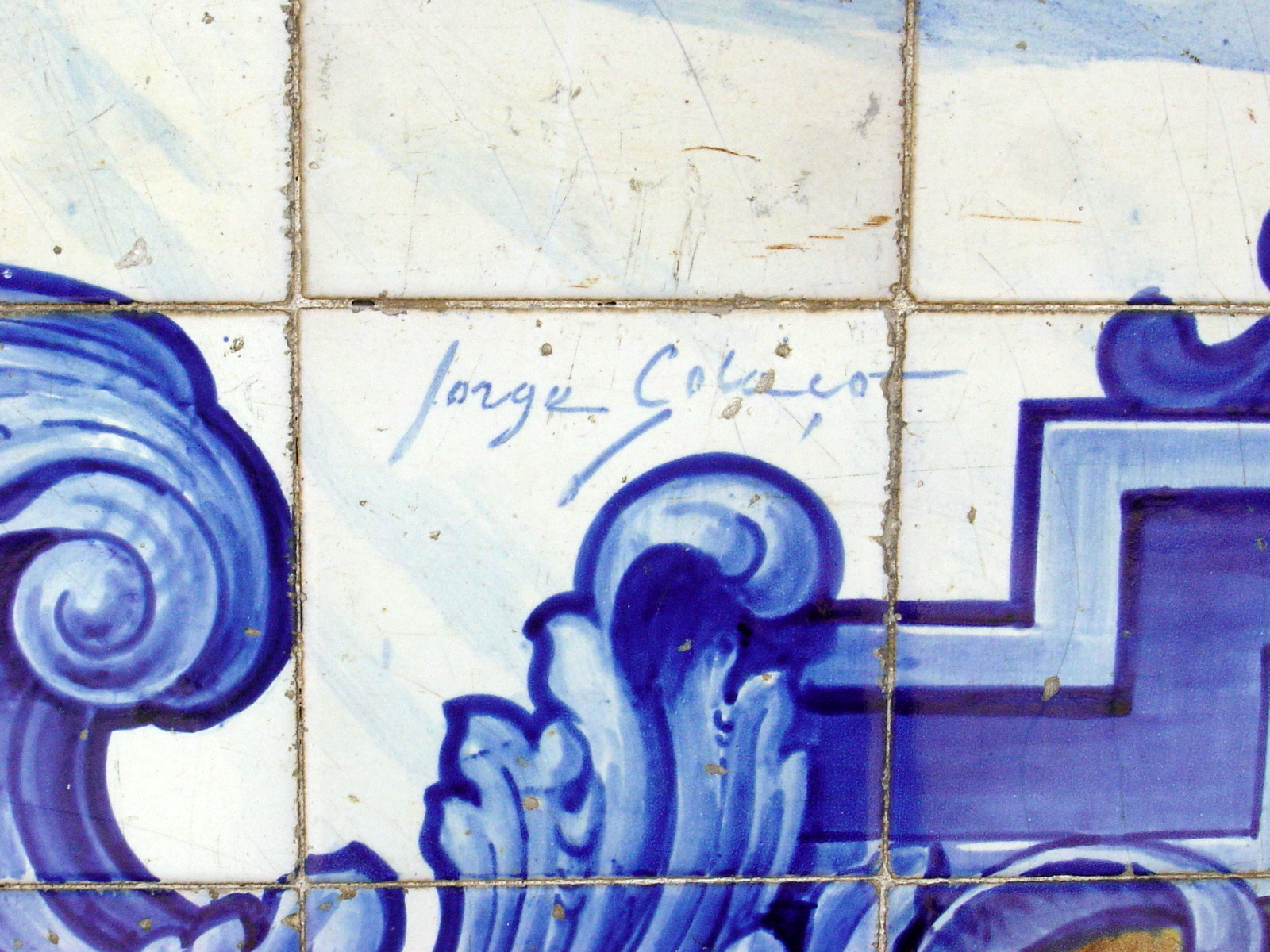
Assinatura.

Igreja Matriz de Válega - Válega / Ovar (1942) - Painel de azulejos figurando a Senhora do Amparo, no topo externo da capela-mor, executados pela Fábrica Lusitânia, em Lisboa.
- Estação ferroviária de Vila Franca de Xira (1930) - Painéis figurativos no alçado sul.
- Estação de São Bento, no Porto (1903)
- Palácio Hotel do Buçaco, no Luso (1907)
- Pavilhão dos Desportos, em Lisboa (1922)
- Exterior da Igreja de Santo Ildefonso, no Porto (1932)
- Escola Primária de Forjães, atualmente sede da junta de freguesia e Centro Cultural Rodrigues de Faria) (março a setembro de 1933)
- Escola do Parque, Fundão, com cenas da Restauração
- Exterior da Igreja dos Congregados, no Porto
- Casa do Alentejo (Palácio Alverca), em Lisboa
- Palácio da Bemposta (Academia Militar), em Lisboa
- Torre de São Paulo, nas Muralhas de Ponte de Lima
- Casa Baeta, em Olhão (ca. 1930)[9]
- Bancos do Jardim do Pescador Olhanense, em Olhão (réplica dos azulejos originais que revestiam os bancos do demolido Jardim João Serra, também em Olhão)[10]
- A Merendinha, pastelaria situada na Rua dos Condes de Monsanto, em Lisboa (à Praça da Figueira) [11]
- Palácio dos Condes de Óbidos, sede da Cruz Vermelha Portuguesa, em Lisboa, com um painel alusivo à chegada à Terra de Vera Cruz, o Brasil, de Pedro Álvares Cabral.
- Estação Ferroviária de Beja - 1940 - Painéis de Azulejos no exterior da gare.
- Estação Ferroviária de Évora - Painéis de Azulejos no exterior da gare.

### Fora de Portugal
Hospital da Sociedade Portuguesa de Beneficência, Salvador, Bahia. Painéis "Rainha Santa - Milagre das Rosas"; "Padre Antonio Vieira"; "Rainha D. Leonor - Fundadora das Beneficências (1937)"; "Lenda Índia"; "Padre Nóbrega"; "O Curupira".
- Palácio de Windsor, Inglaterra, tríptico alusivo à visita da Rainha Alexandra a Portugal, feito por encomenda do Marquês de Soveral.
- Centre William Rappard em Genebra
- Hospital Modelo da Maternidade de Buenos Aires
- Palácio do presidente Marechal Monreal, em Cuba
- Residências particulares de Teresópolis, Magé, São Paulo e Rio de Janeiro no Brasil
- Residências particulares em Cuba e Uruguai
- Entrada Social do Estádio de São Januário, no Rio de Janeiro, estádio do Vasco da Gama
- Liceu Literário Português, no Rio de Janeiro
- Mirante Granja Guarani, em Teresópolis, estado do Rio de Janeiro

## Galeria

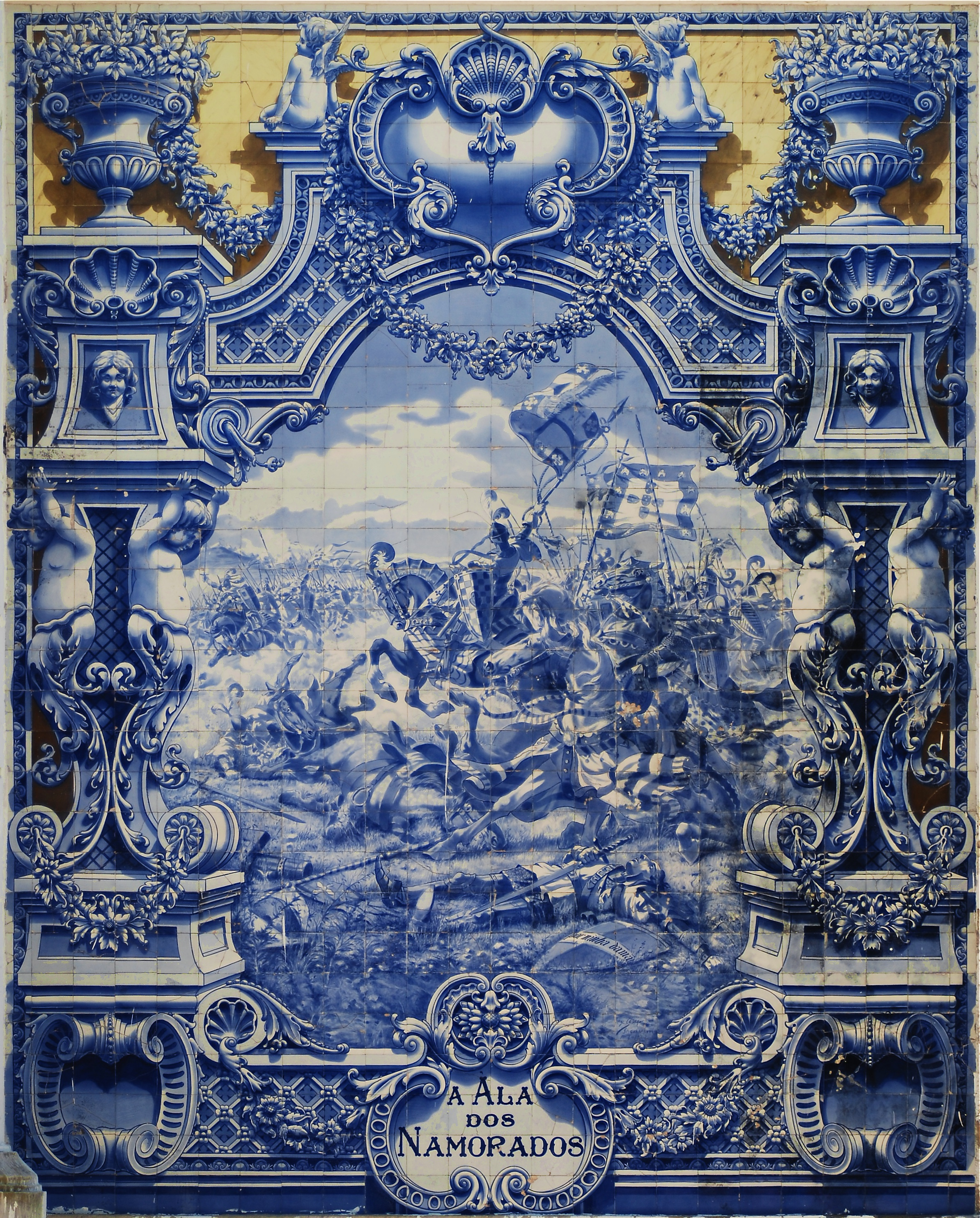
Painel (1922) no Parque Eduardo VII em Lisboa.
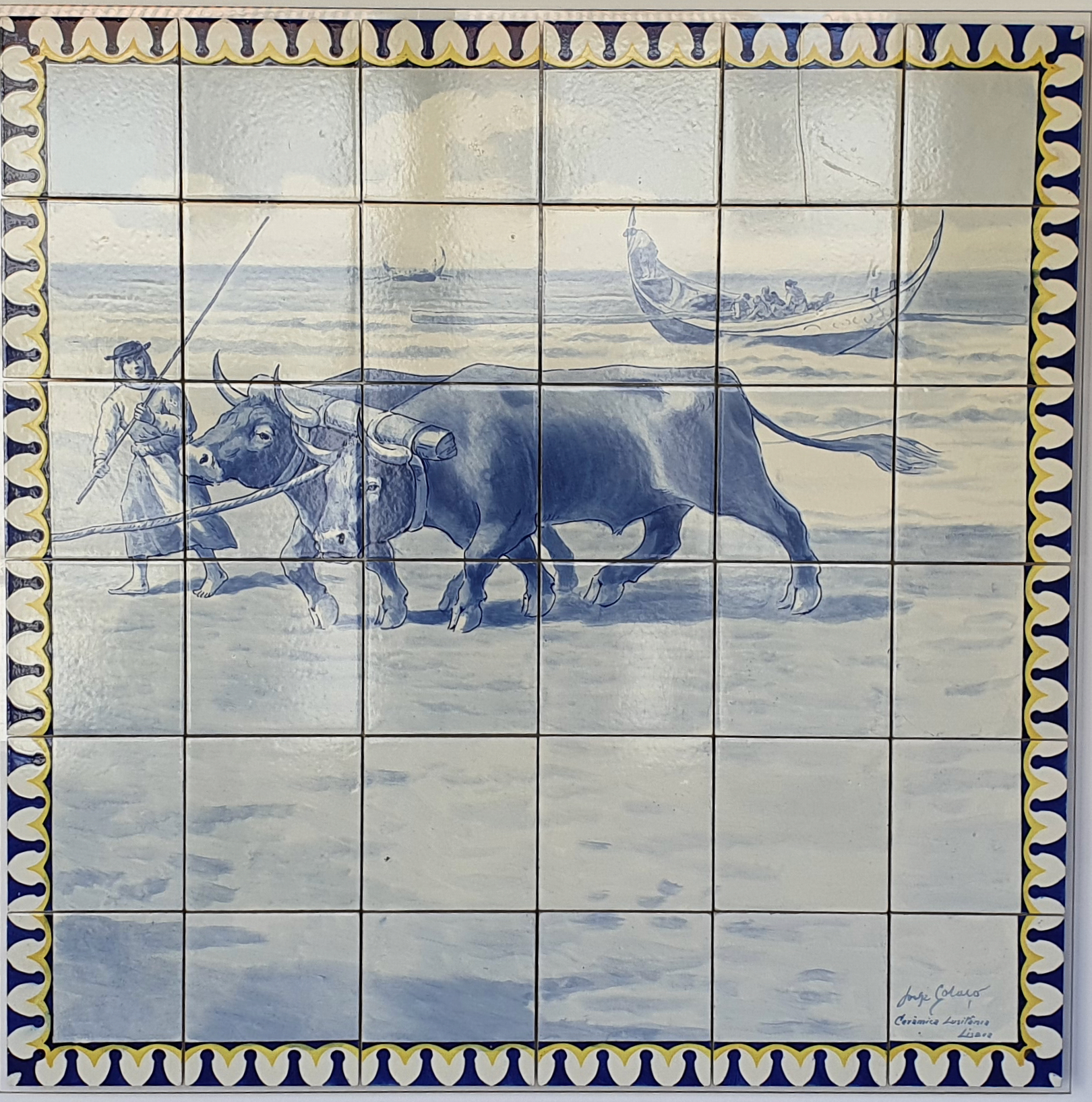
"Trabalho na Praia", no Museu Nacional do Azulejo.
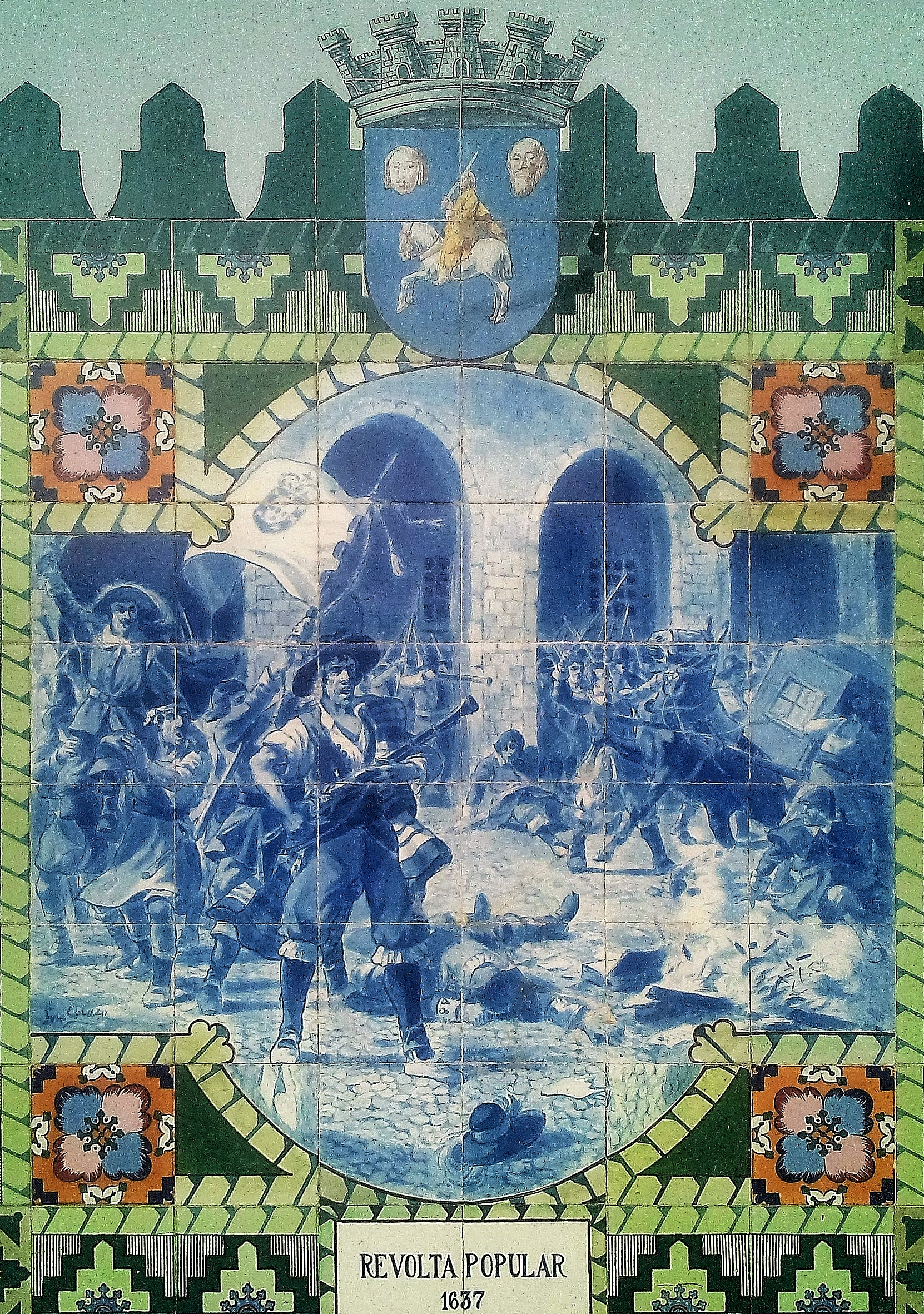
"Revolta Popular, 1637" Estação Ferroviária de Évora.
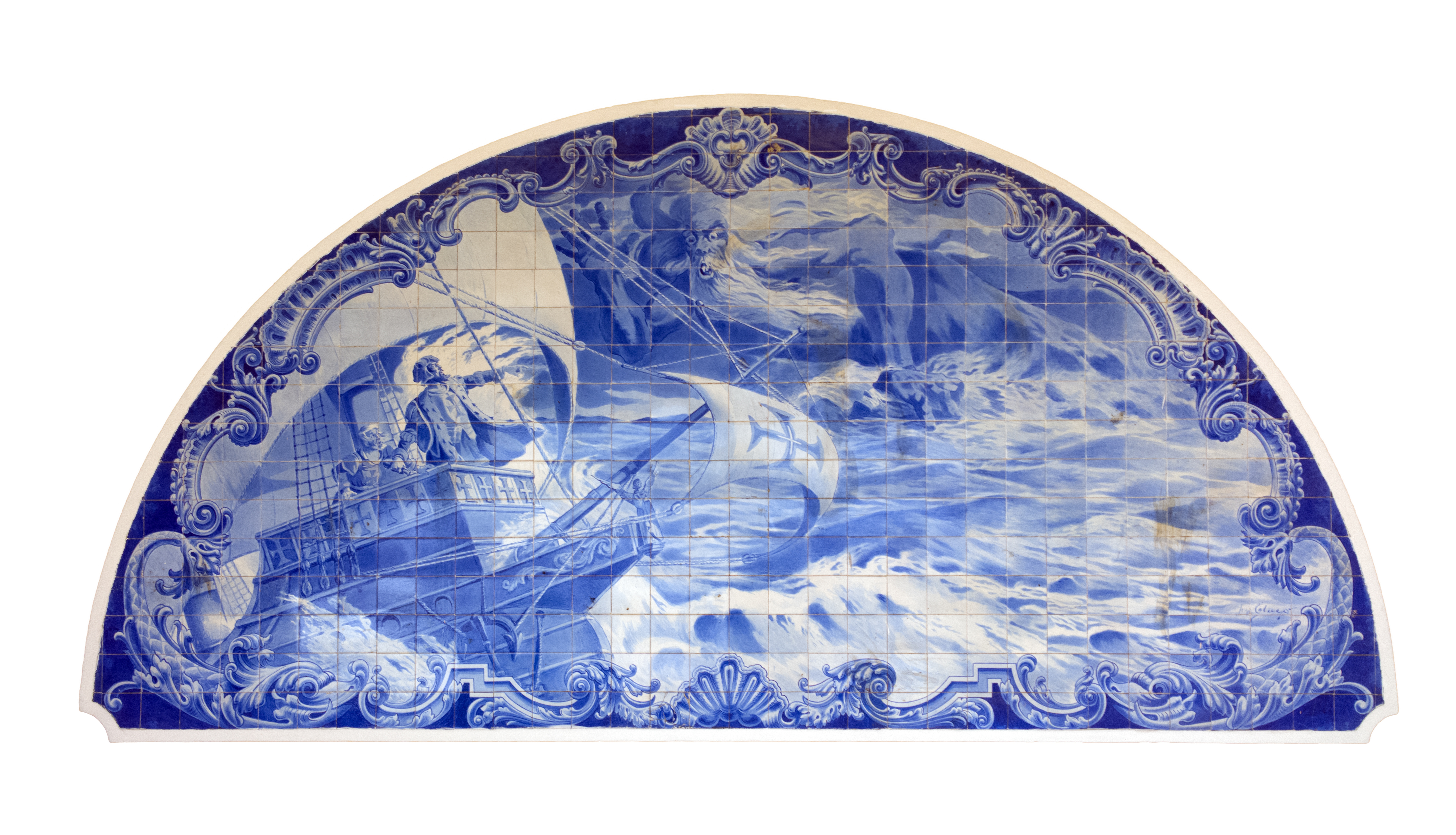
Painel no Estádio Vasco da Gama no Rio de Janeiro.
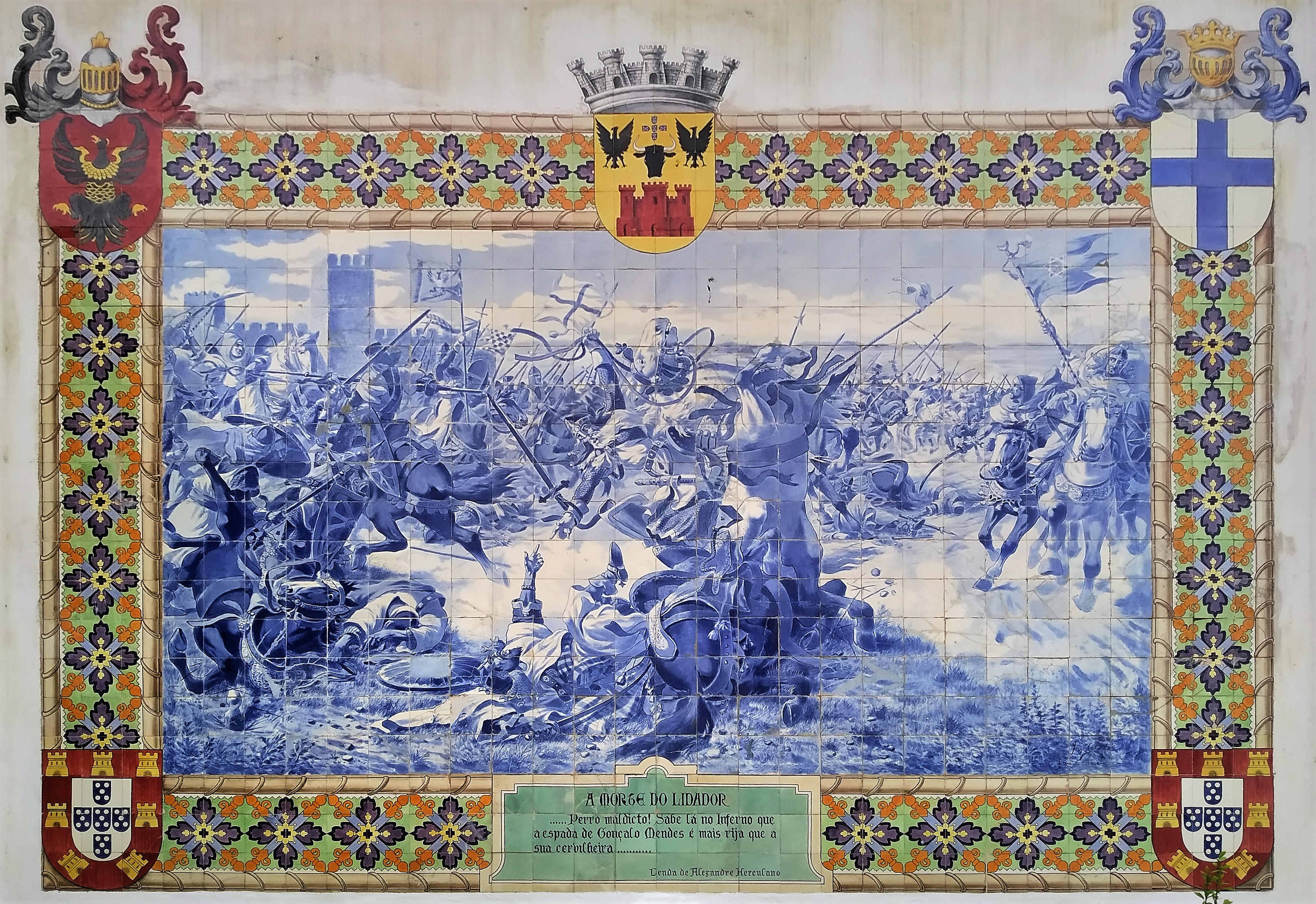
"Morte do Lidador" (1940) Parque público de Beja.
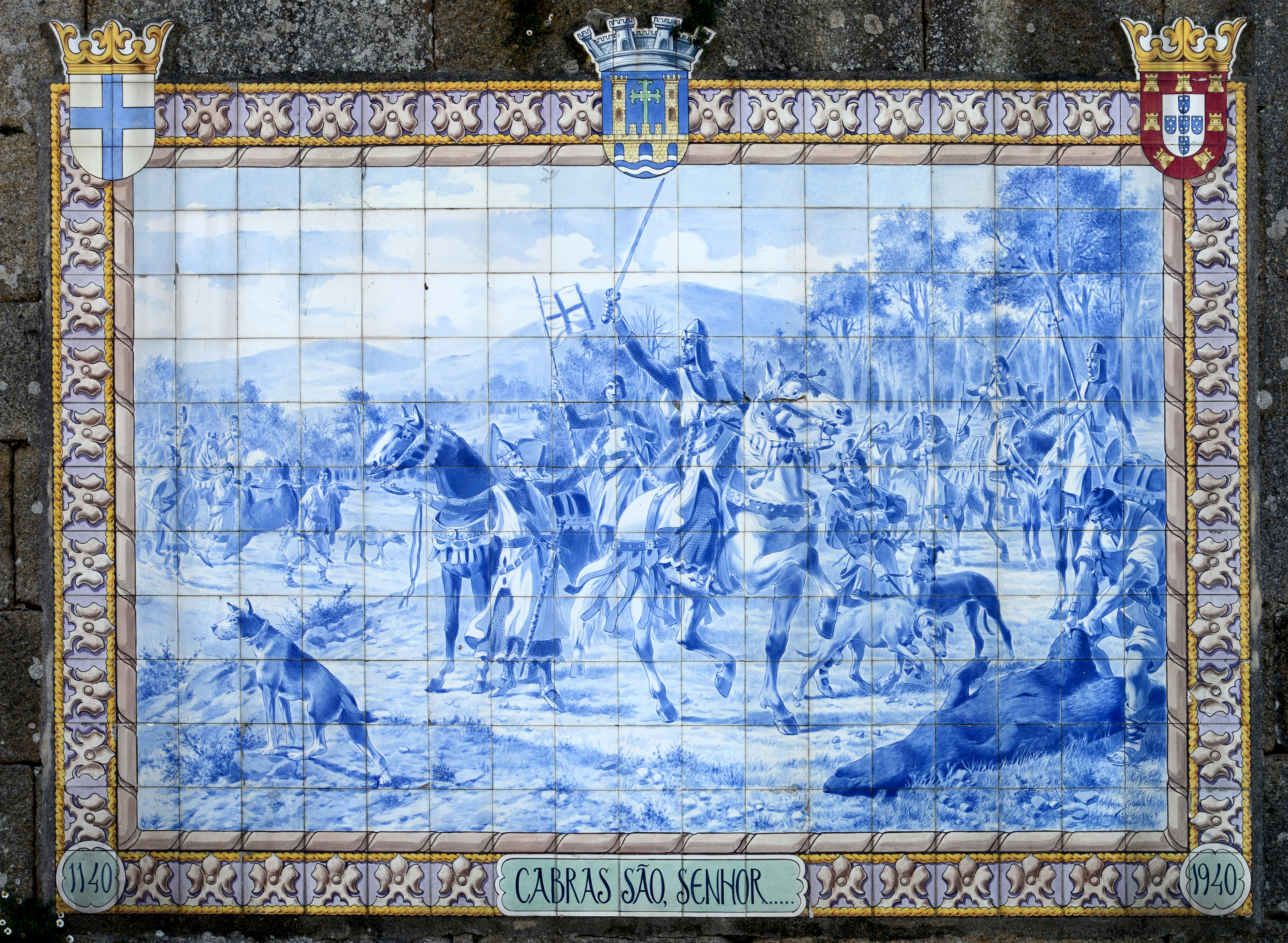
"Cabras São, Senhor", monumento em Ponte de Lima, Portugal.
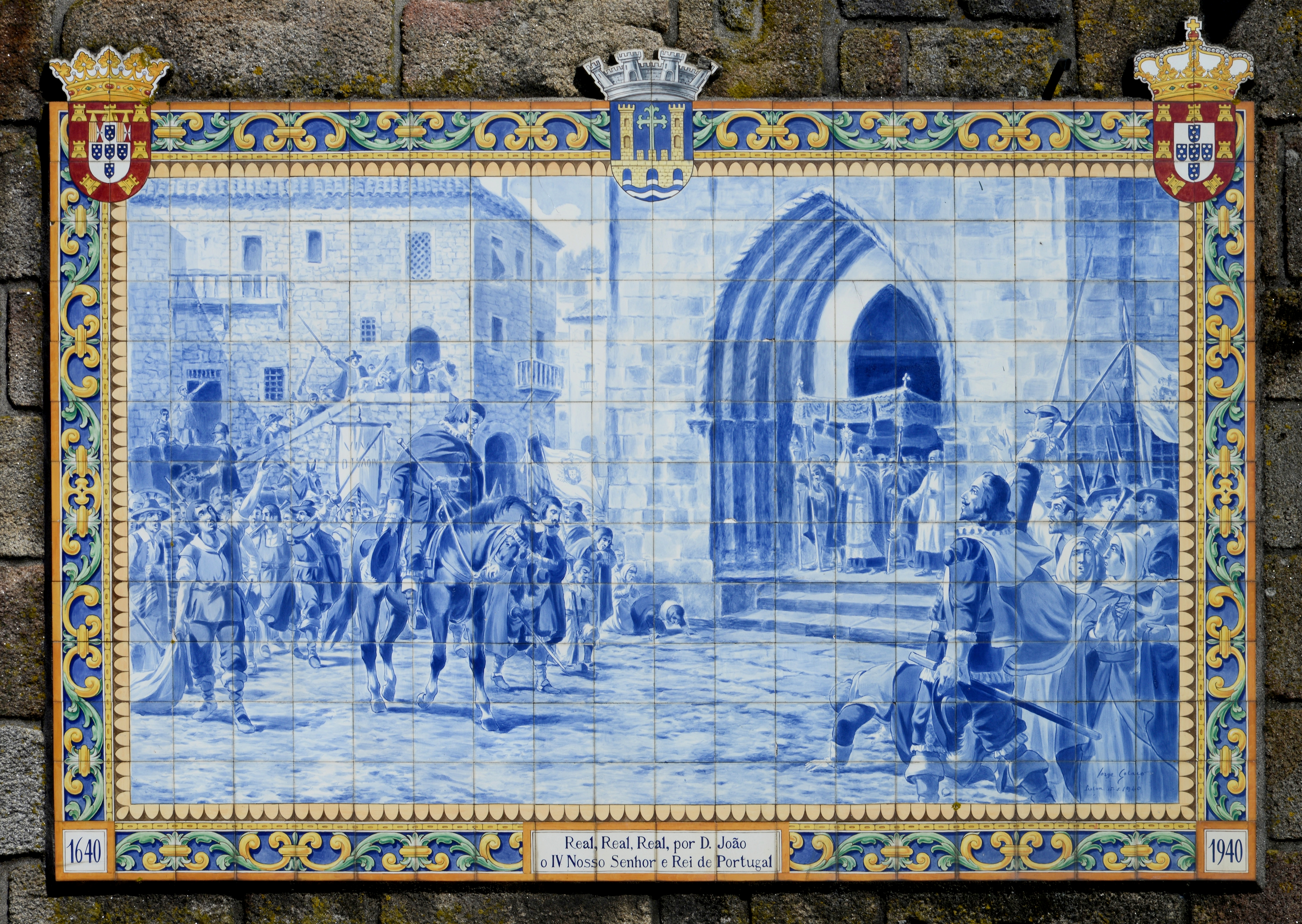
Aclamação de D. João IV, in 1640, Ponte de Lima, Portugal 1940.
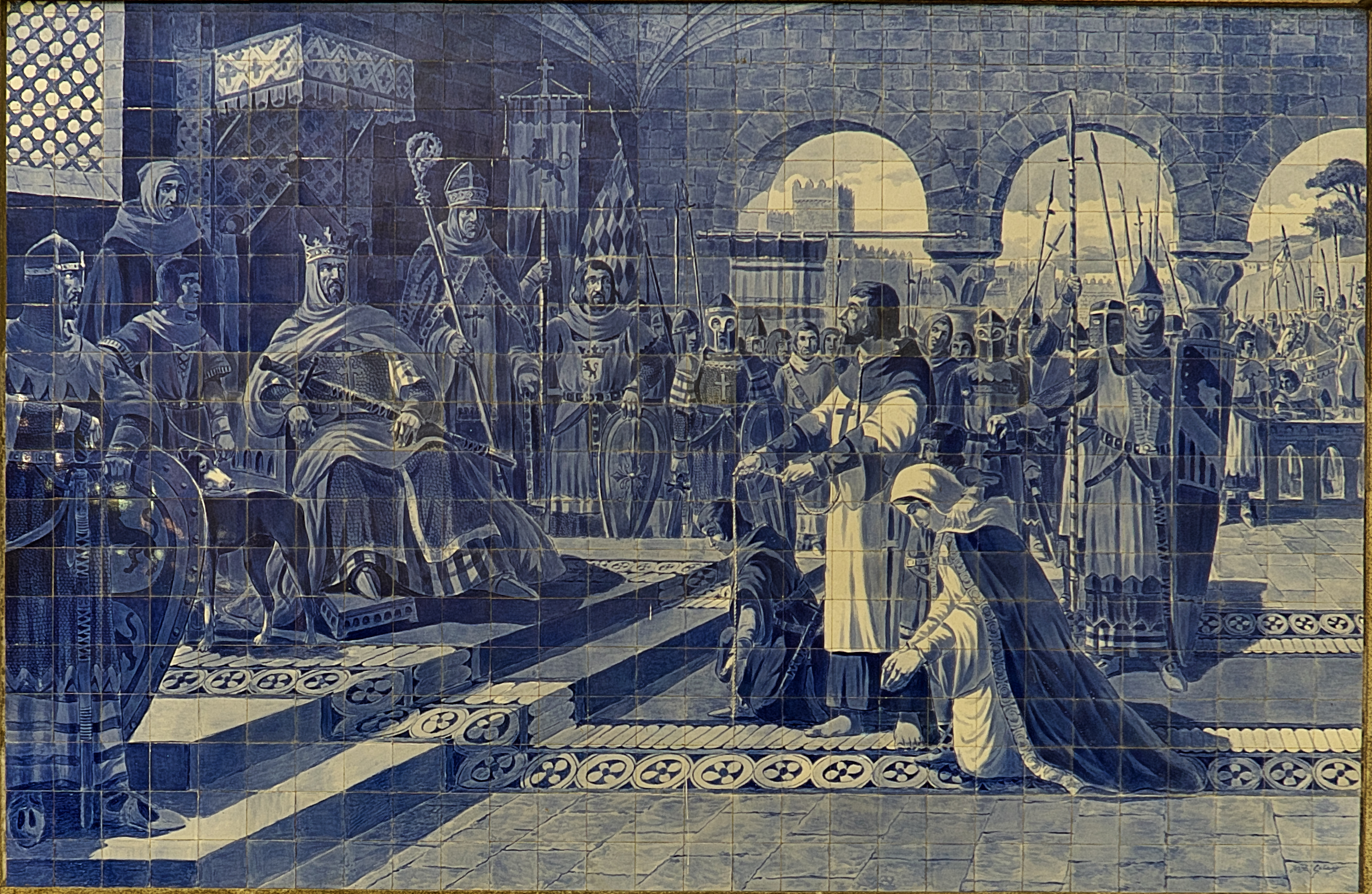
Egas Moniz e a sua família perante D. Alfonso VII de Leão, 1903, na Estação de São Bento.
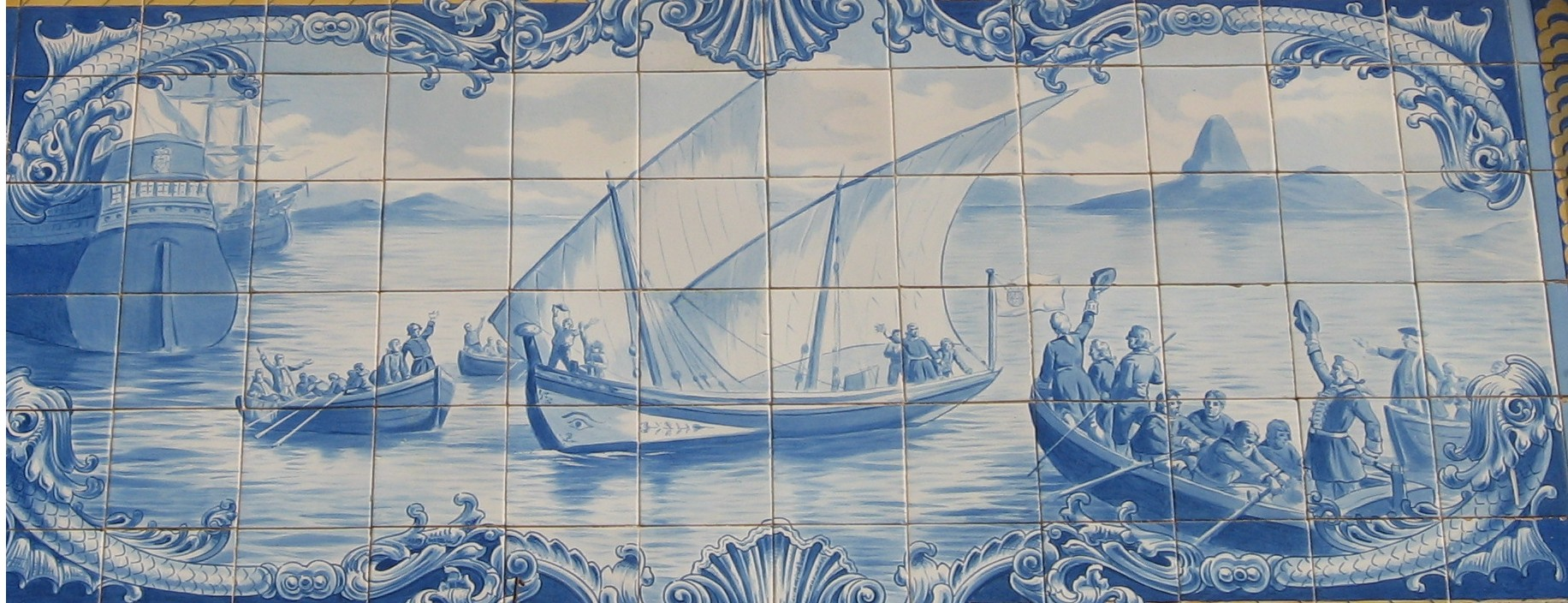
"Chegada do Caíque Bom Sucesso ao Brasil".
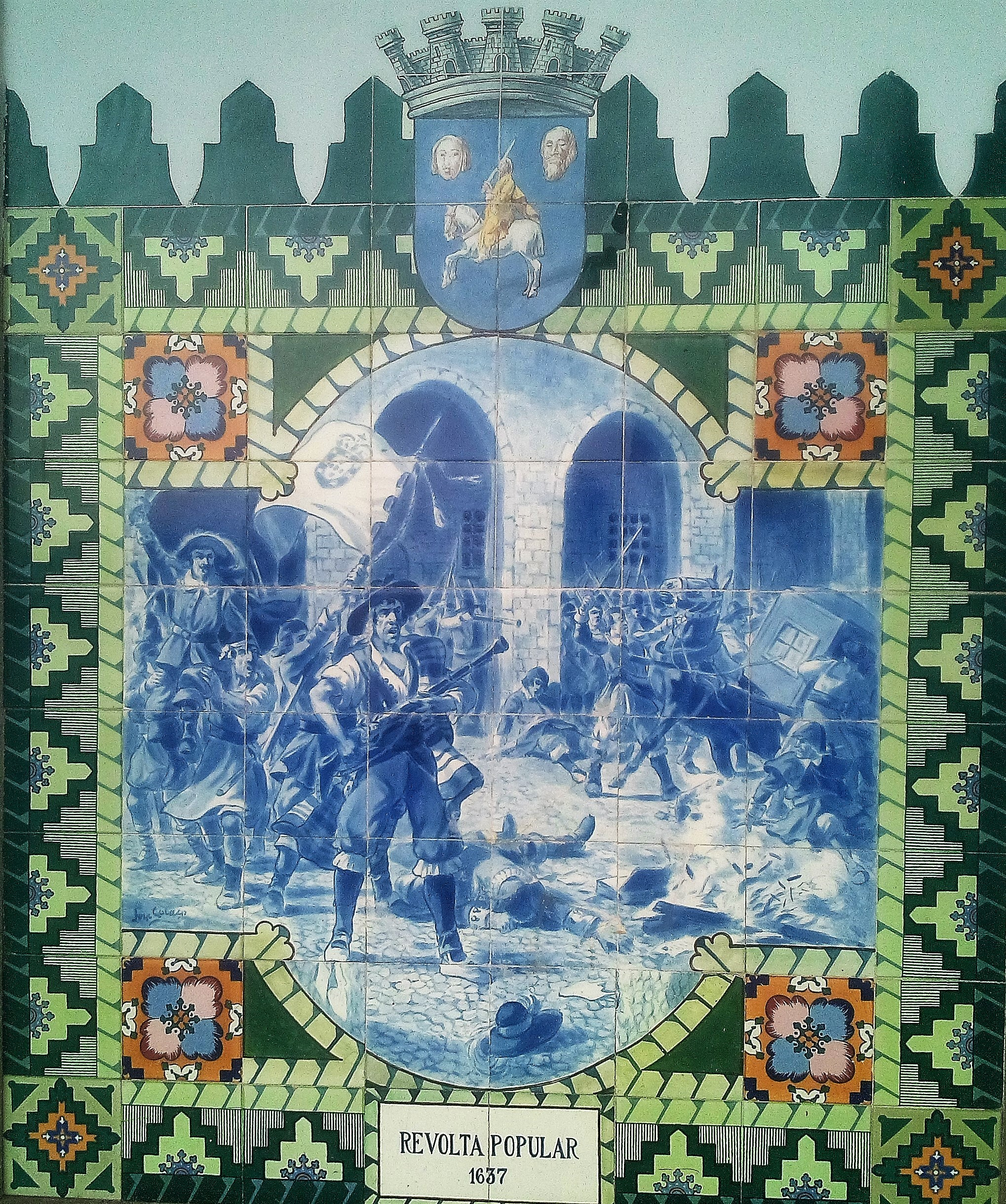
"Revolta do Manuelinho" na Estação Ferroviária de Elvas.
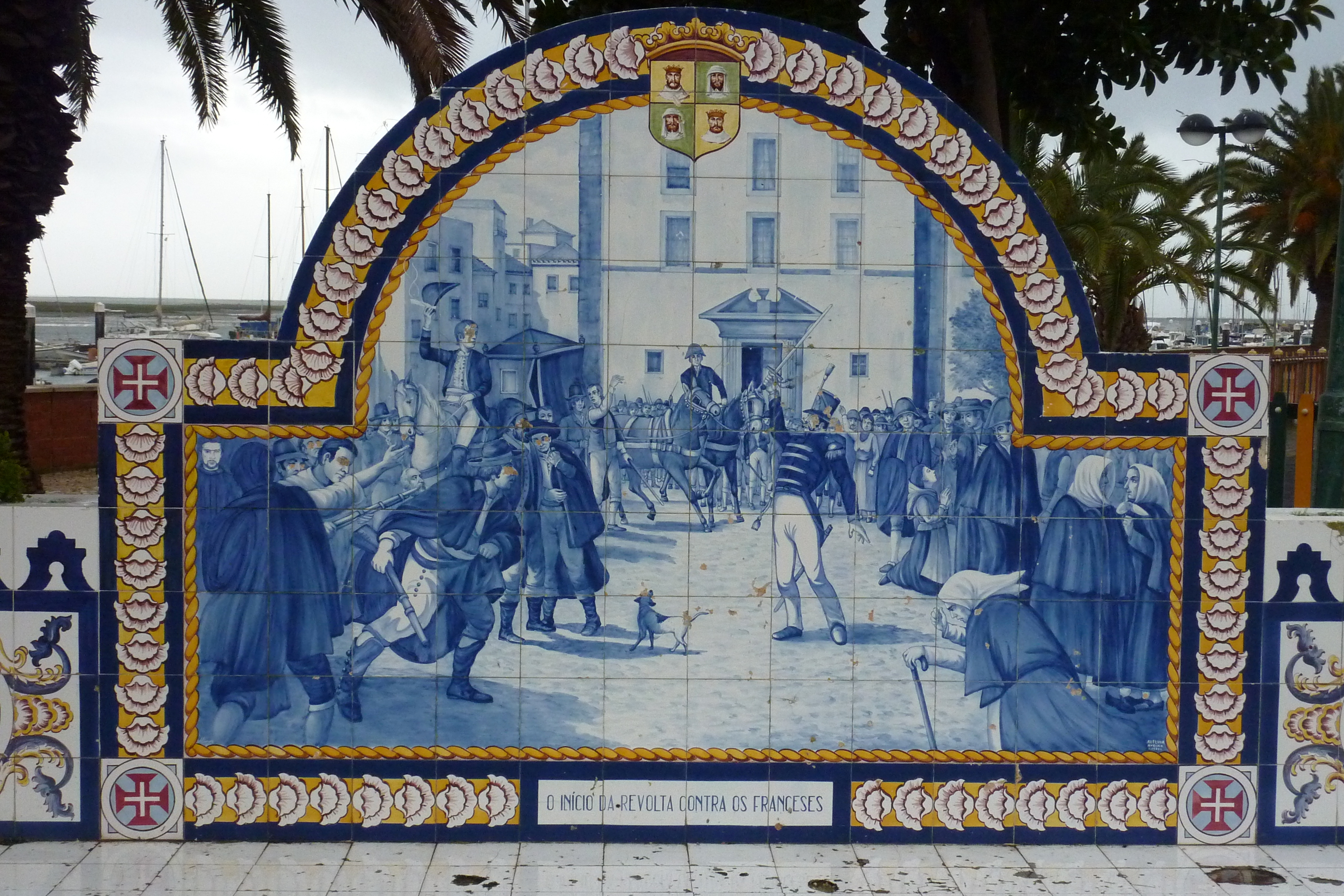
Revolta contra os Franceses, em Olhão.
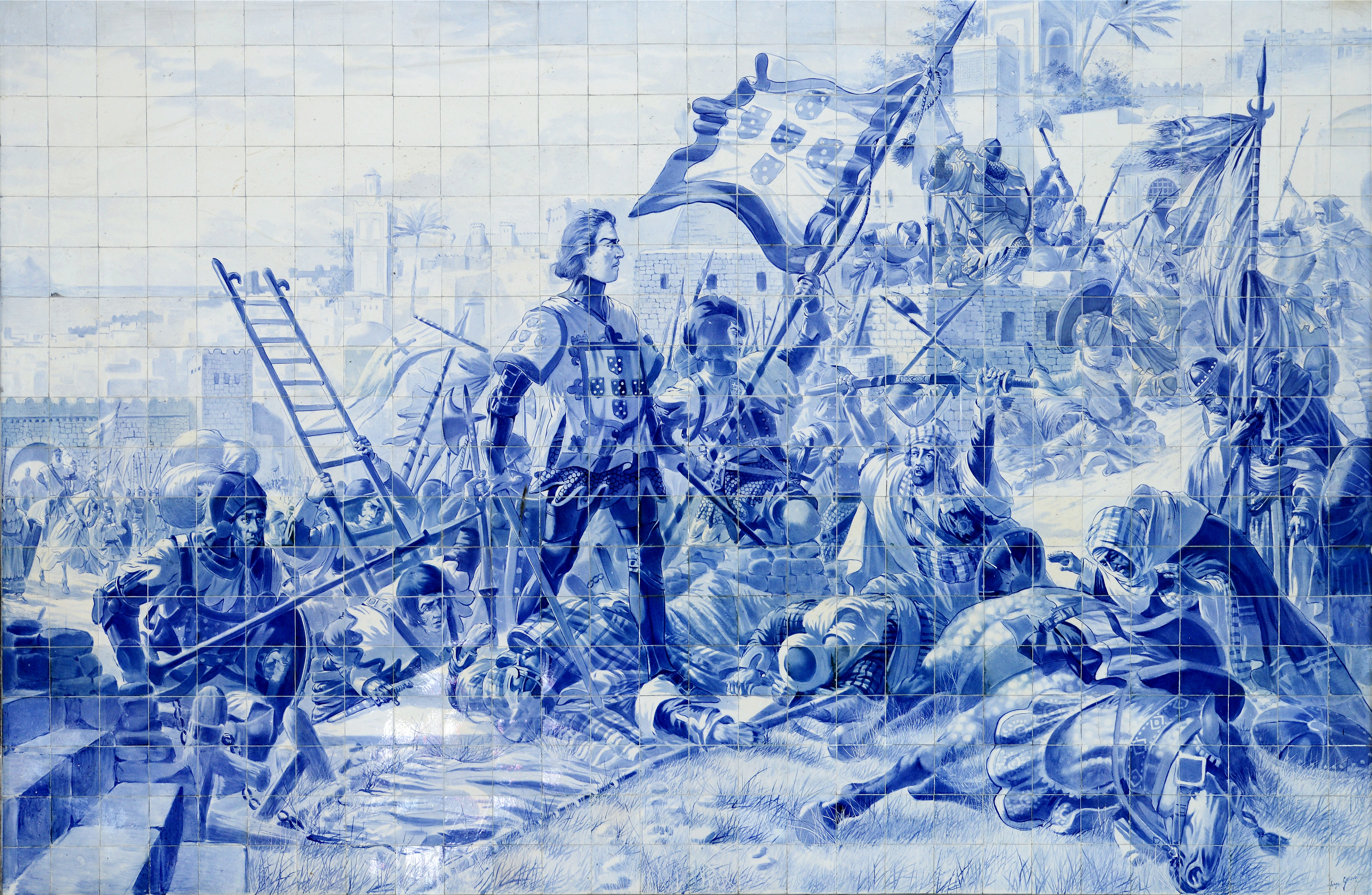
Conquista de Ceuta
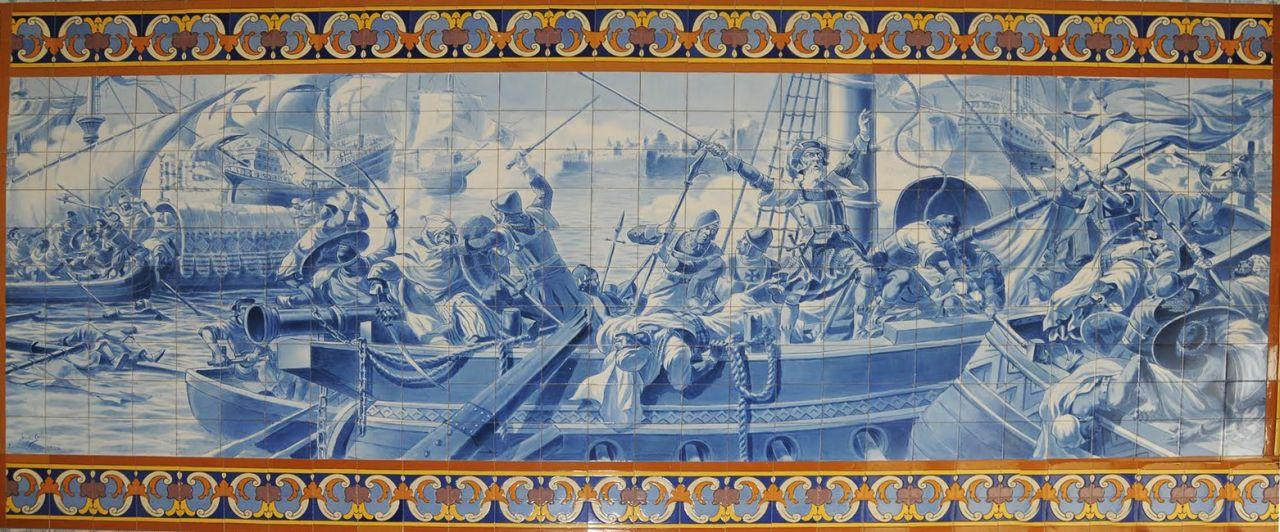
"Afonso de Albuquerque na Tomada de Hormuz", 1933, Centro Cultural Rodrigues de Faria, Forjães.
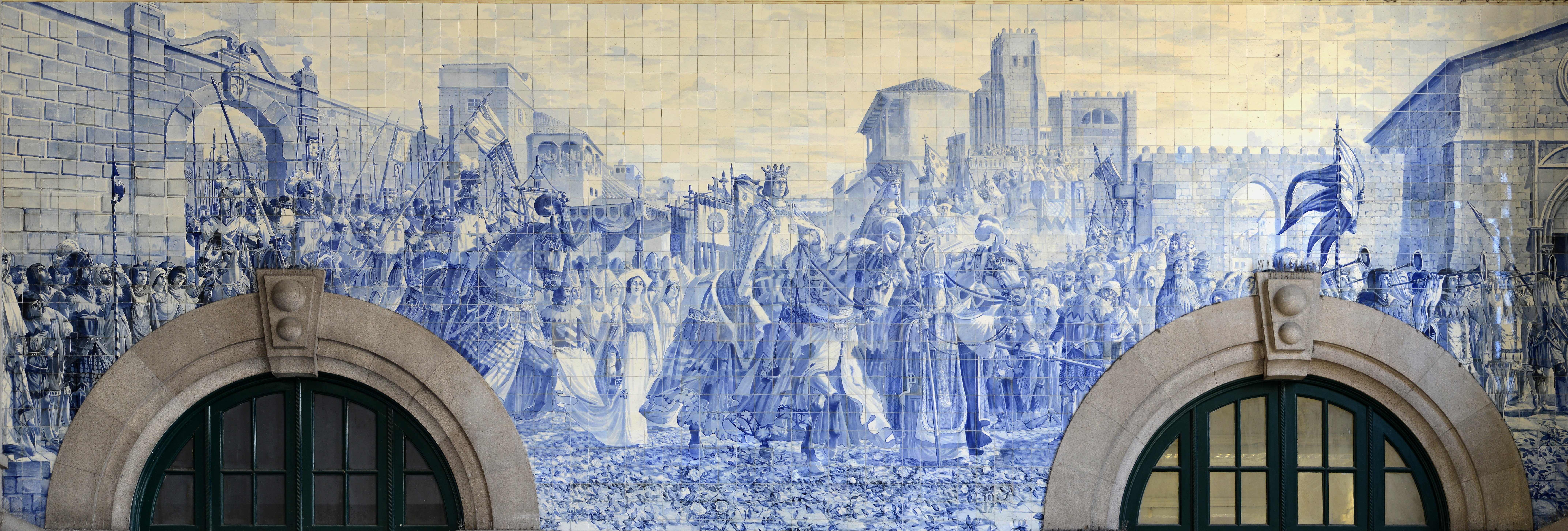
Entrada de D. João I no Porto após o seu casamento com Filipa de Lencastre.
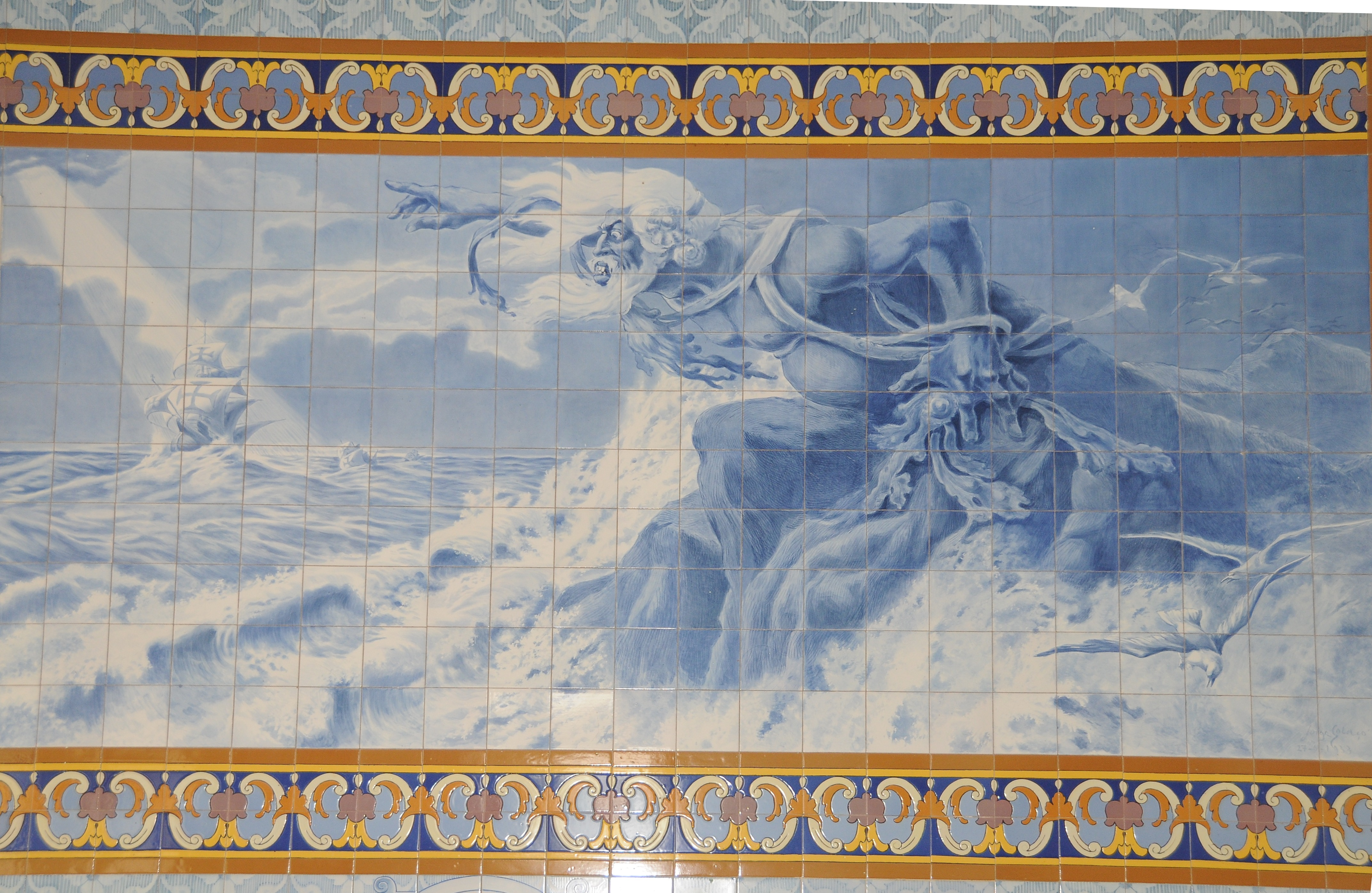
Adamastor, in Centro Cultural Rodrigues de Faria, Forjães, Esposende, Portugal, from Jorge Colaço
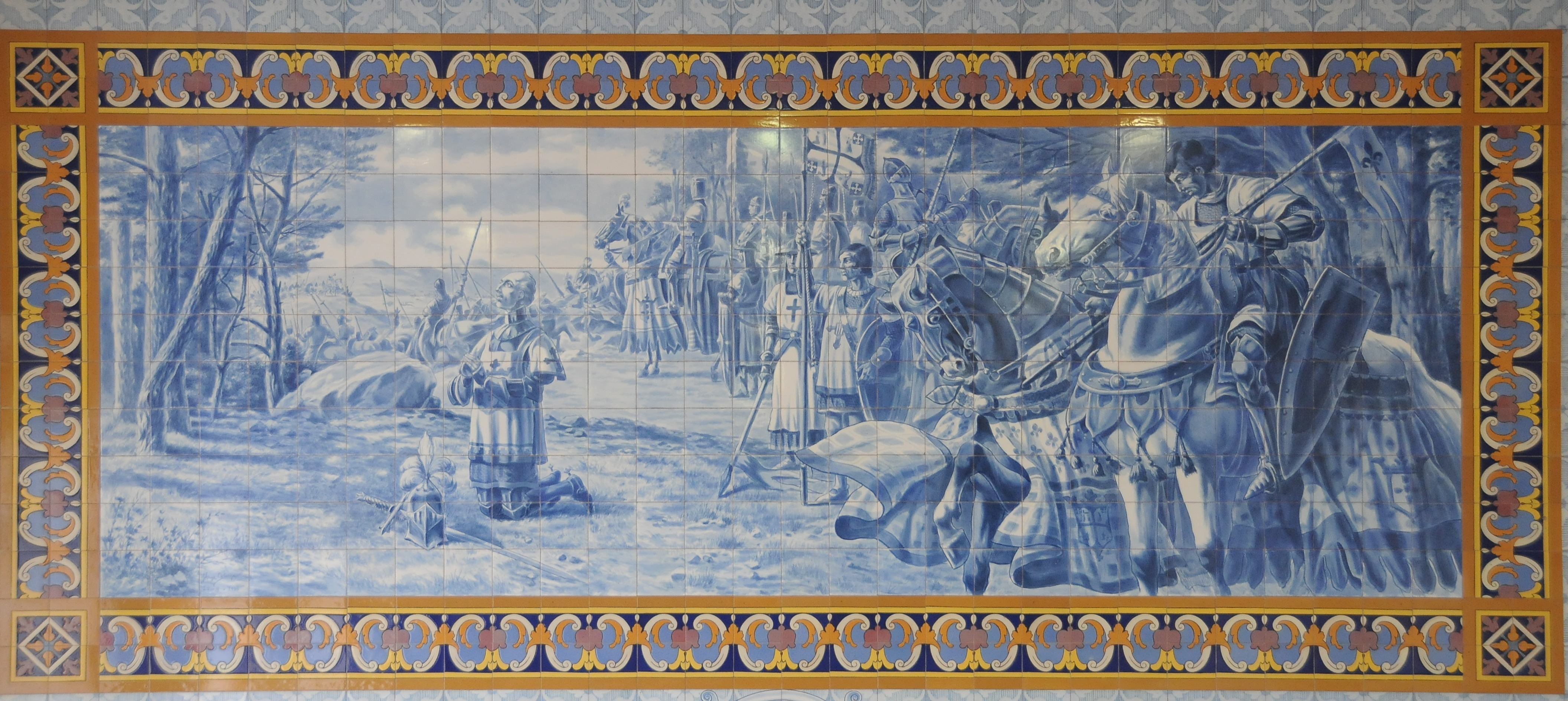
"Nuno Álvares Pereira na Batalha de Aljubarrota", Centro Cultural Rodrigues de Faria, Forjães
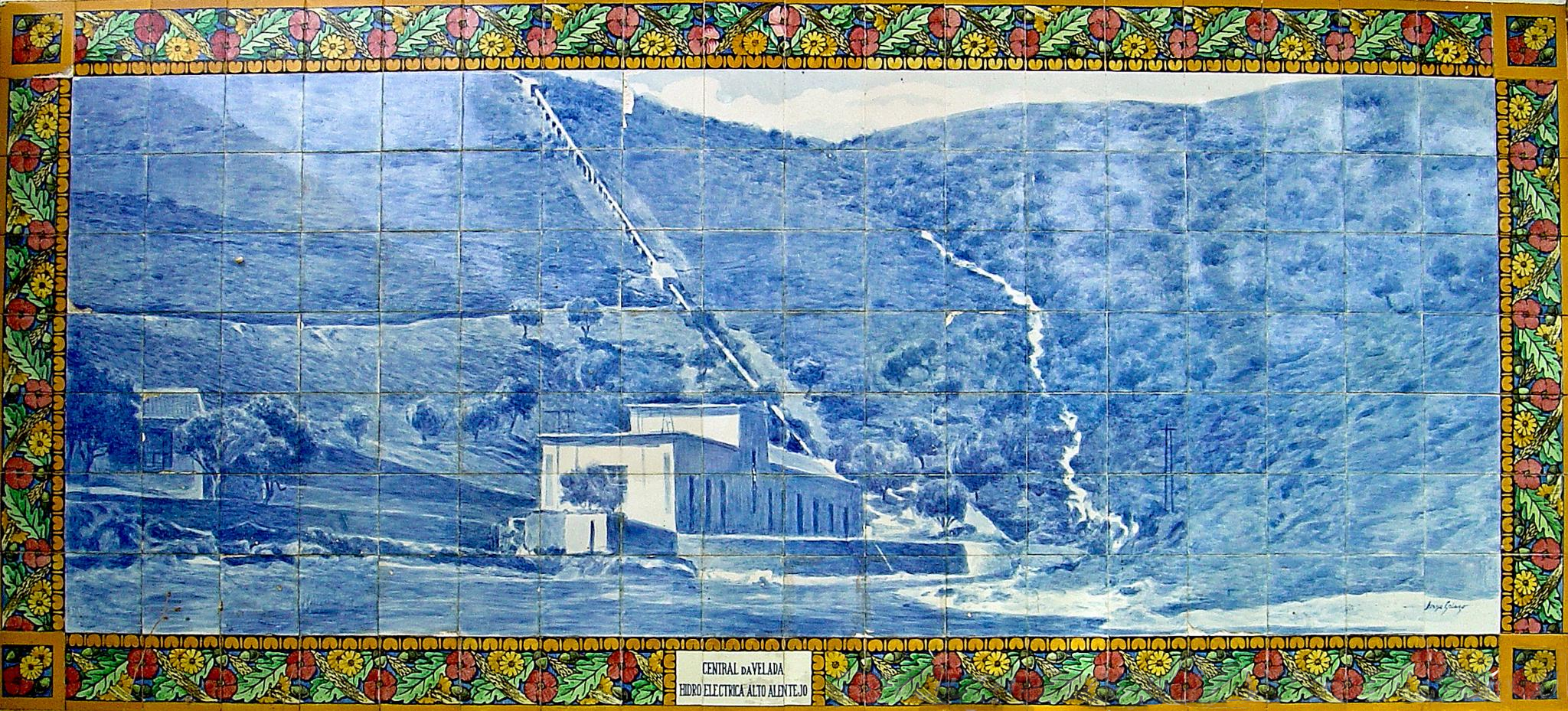
"Estação Hidroeléctrica da Velada" Estação de Comboios de Vale do Peso.
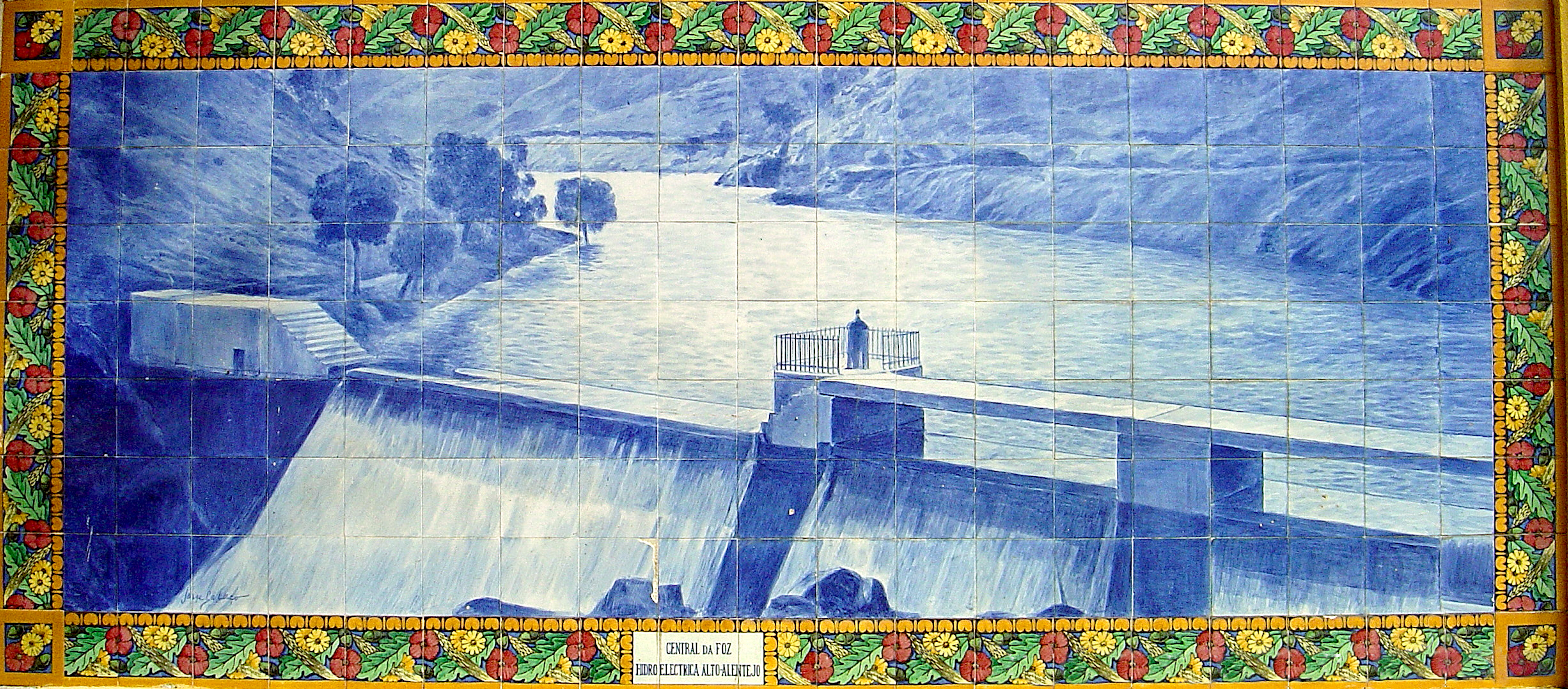
"Estação de Foz" Estação de Comboios de Vale do Peso.
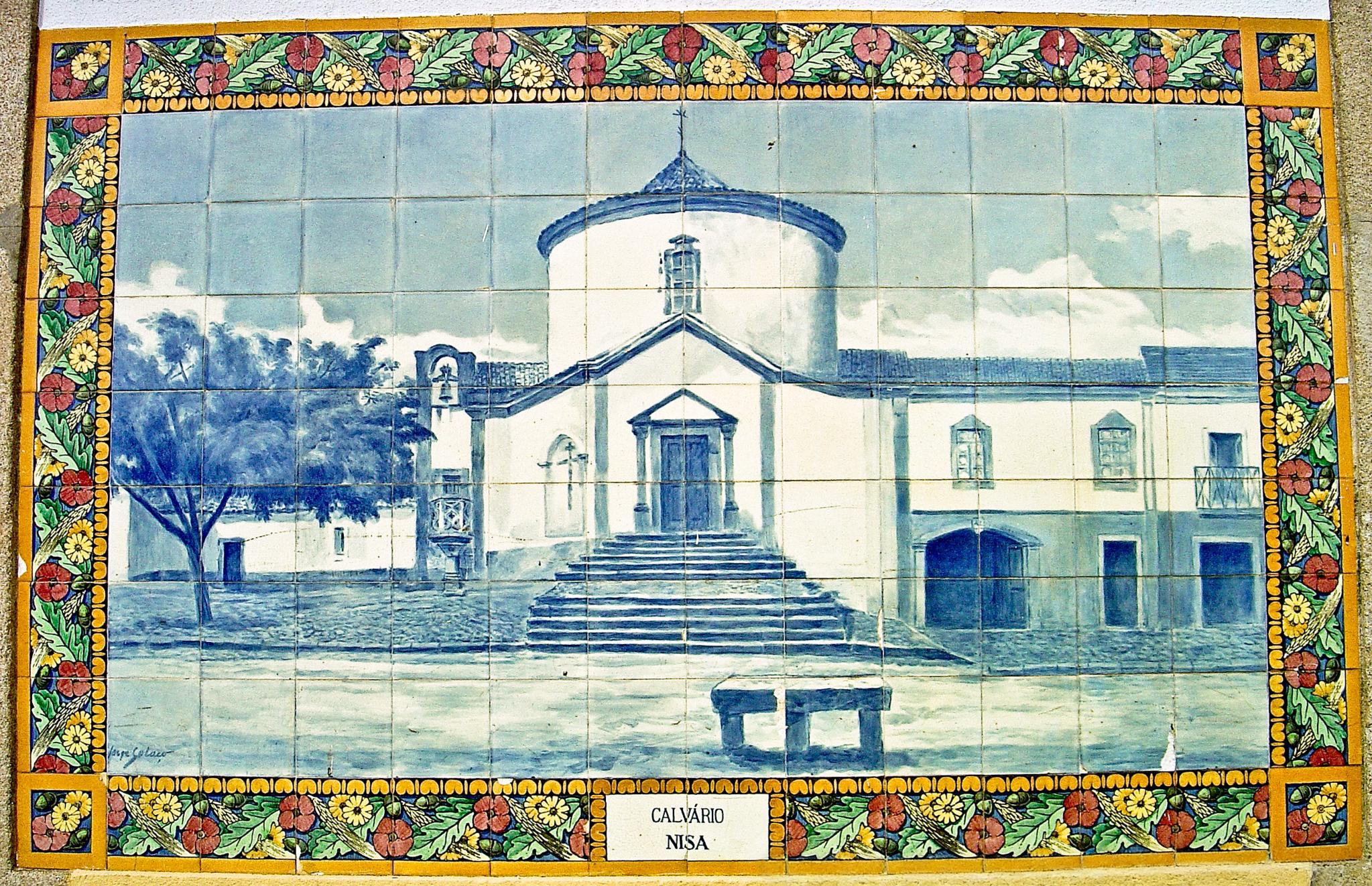
"Calvário, Nisa" Estação de Comboios de Vale do Peso.
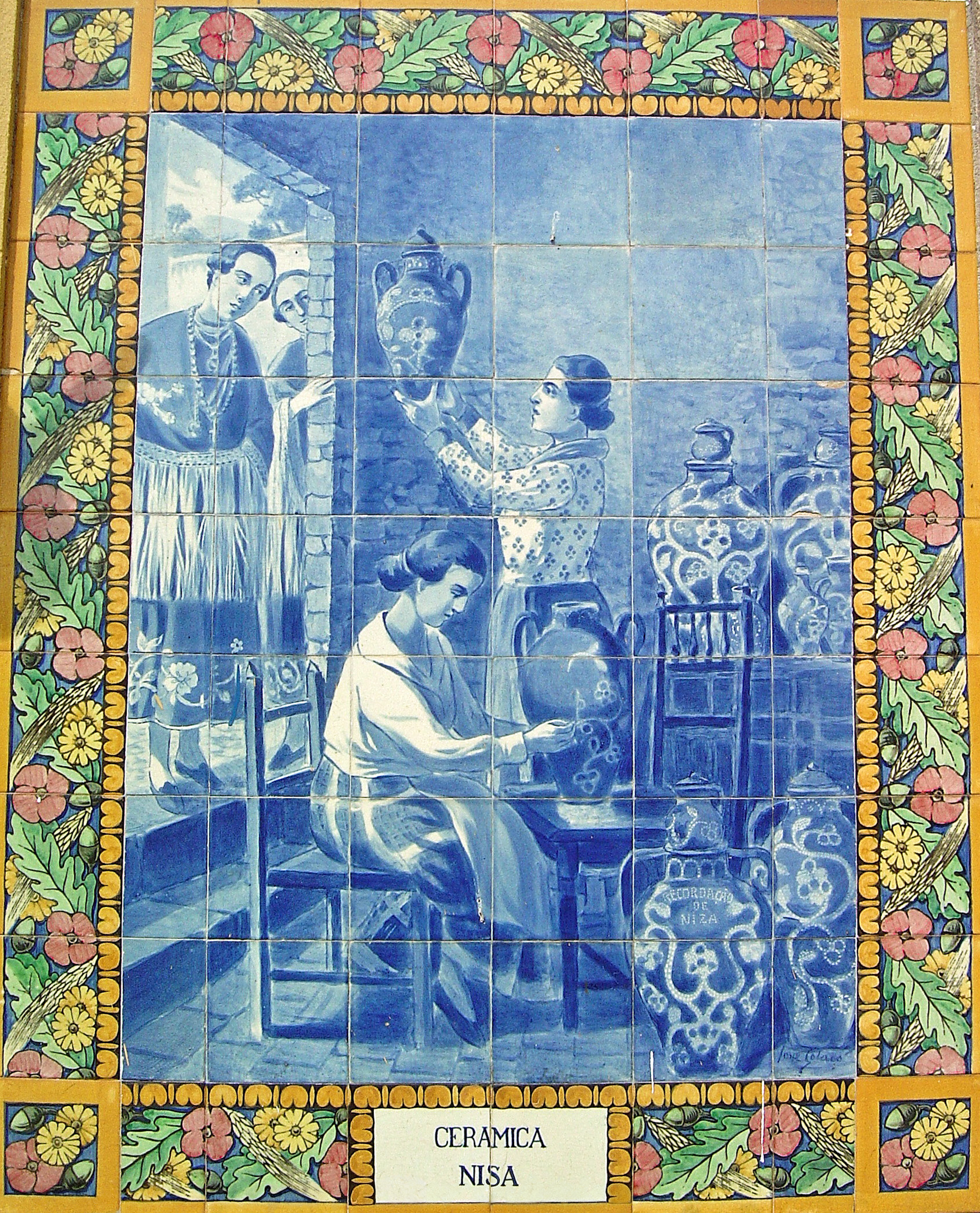
"Cerâmica, Nisa" Estação de Comboios de Vale do Peso.
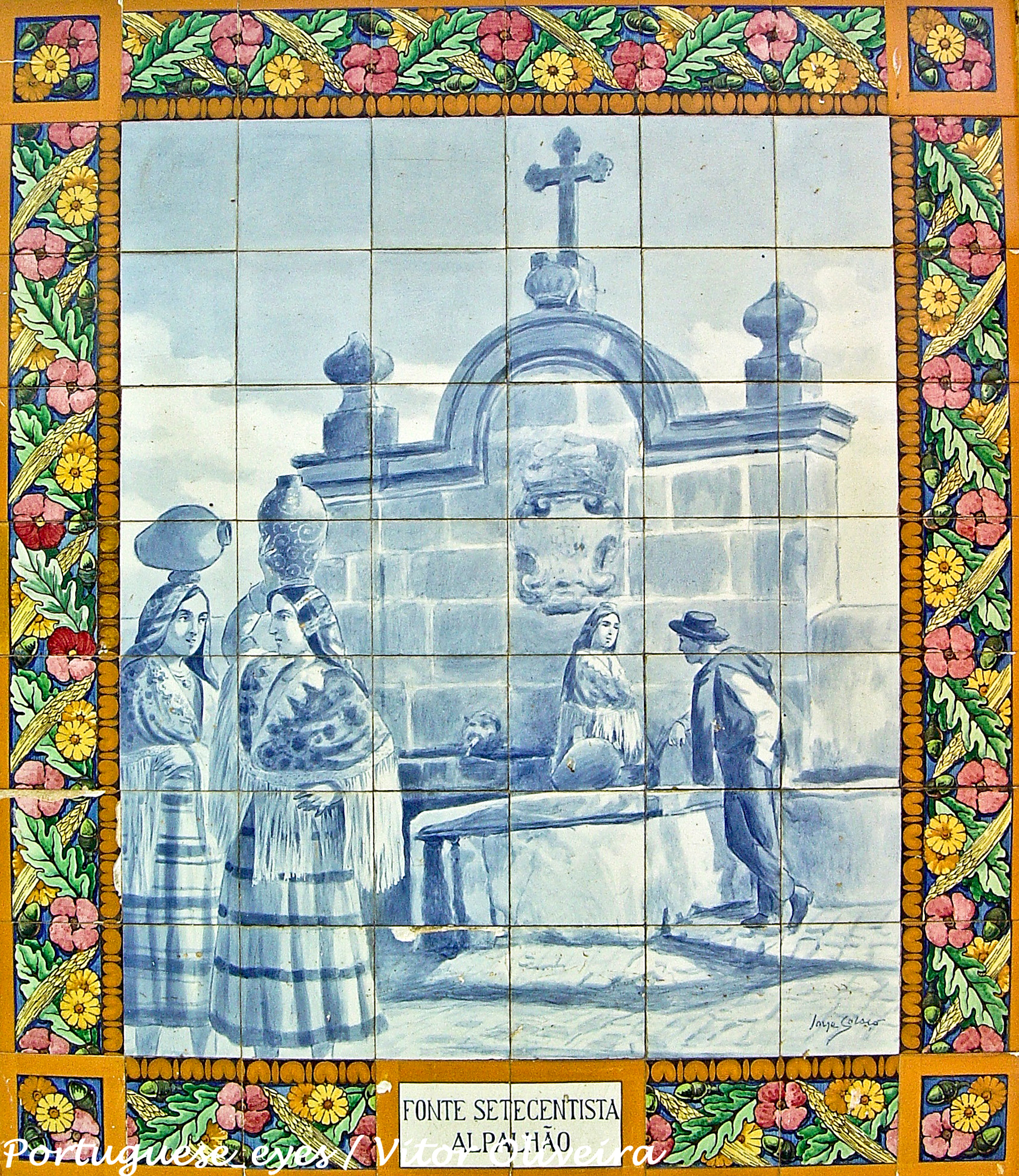
"Fonte Setecentista" Estação de Comboios de Vale do Peso.
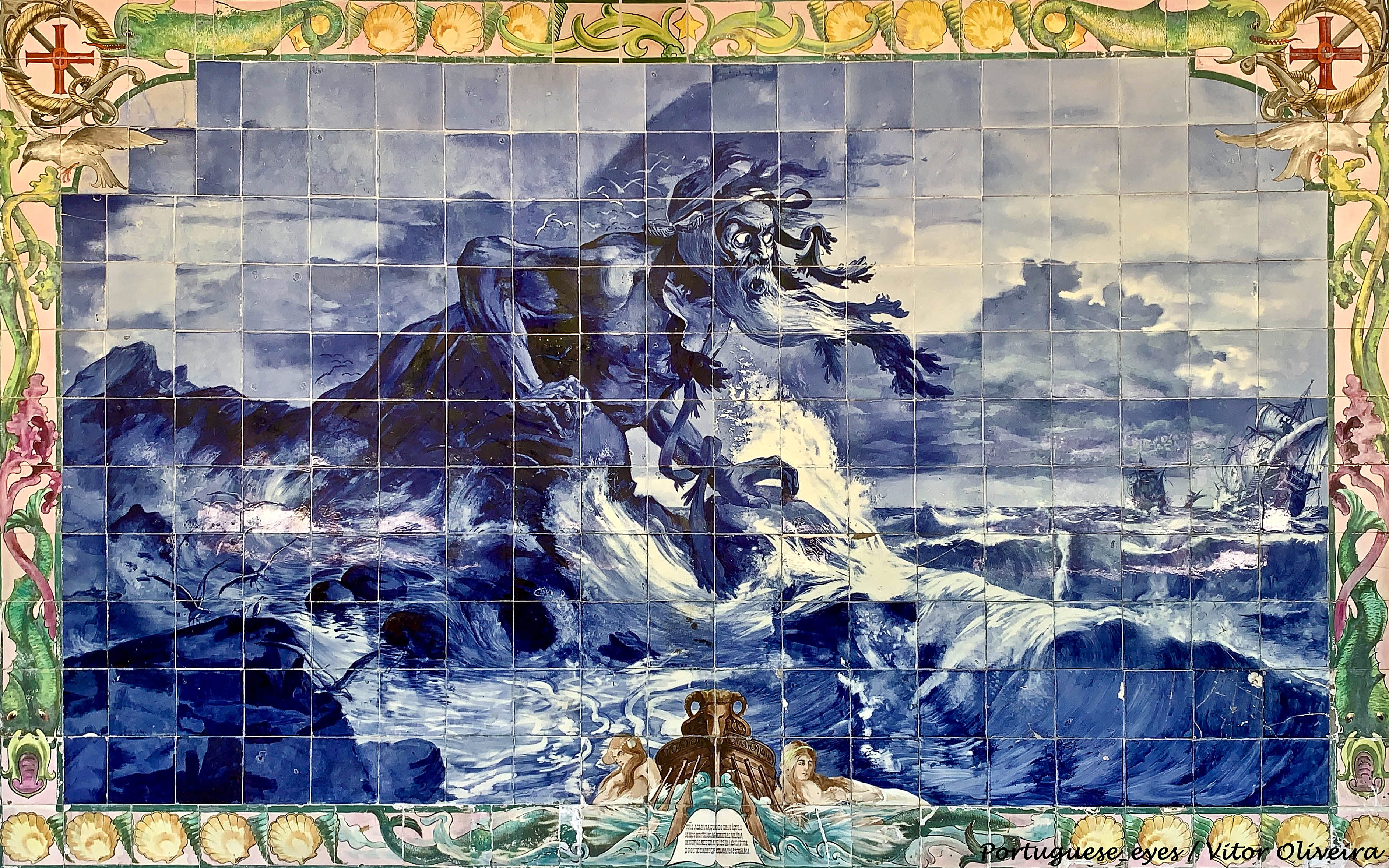
Adamastor, Palace Hotel Bussaco.
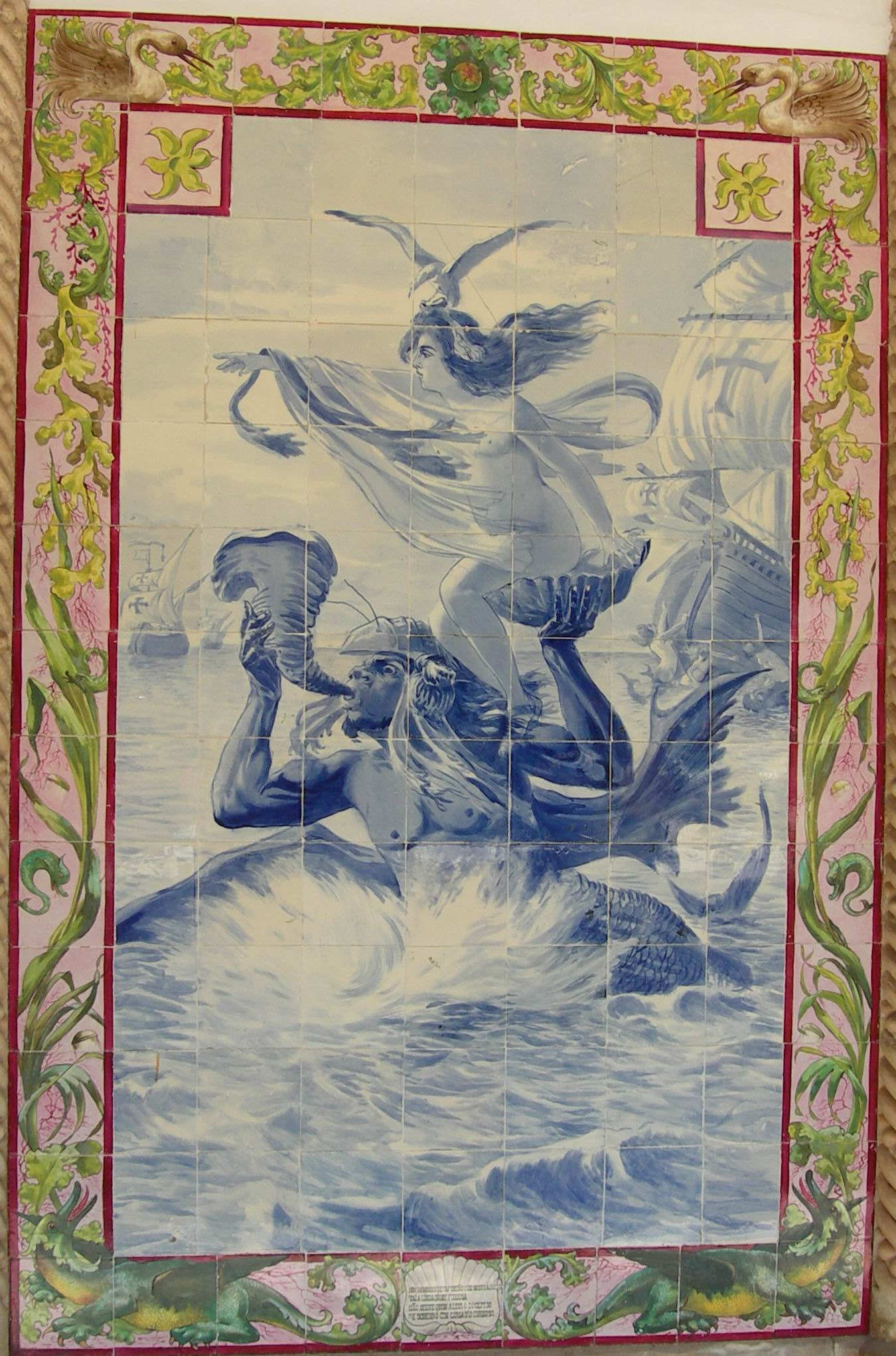
Painel decorativo, Bussaco Palace Hotel.
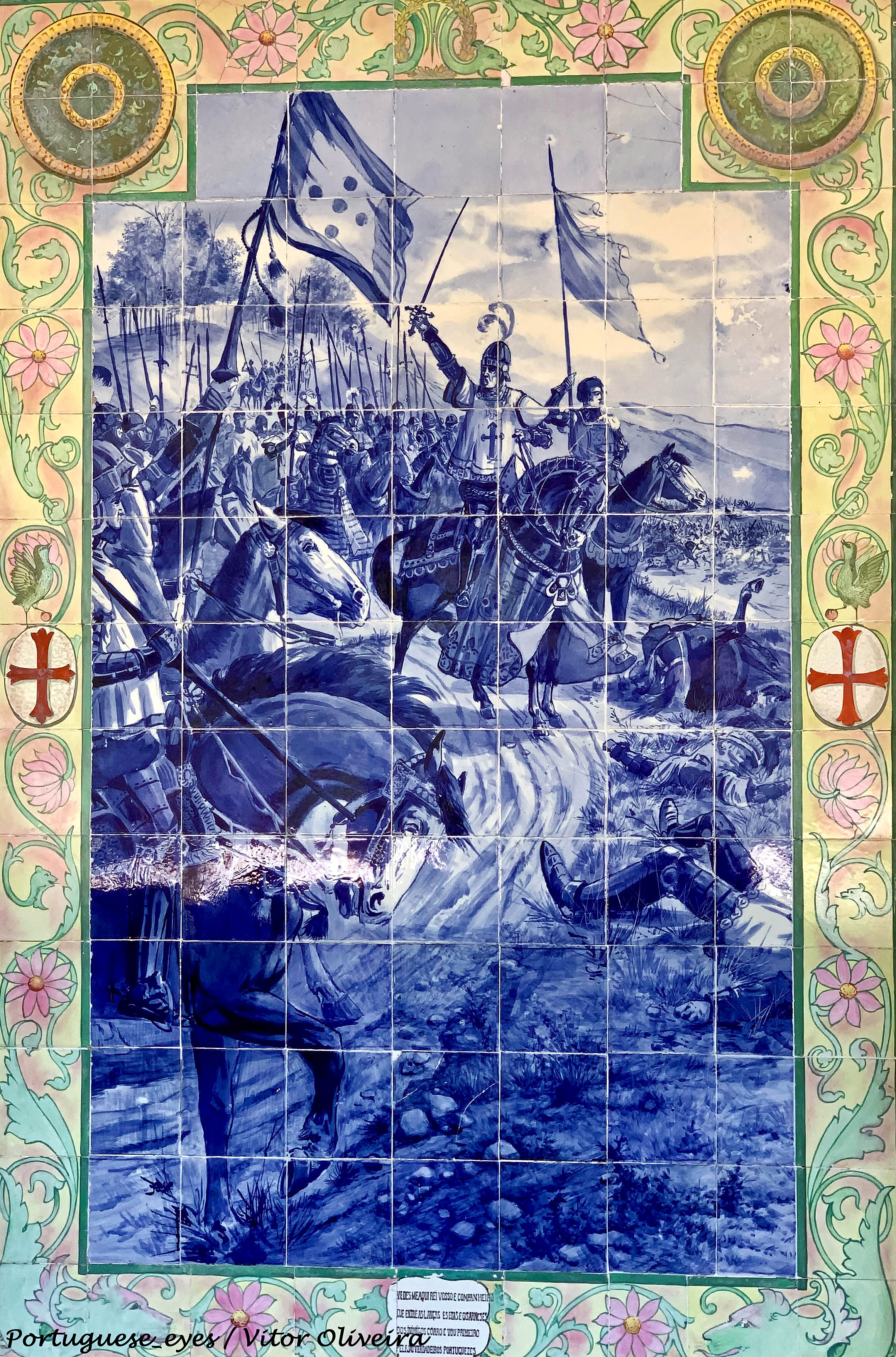
Painel decorativo, Bussaco Palace Hotel.
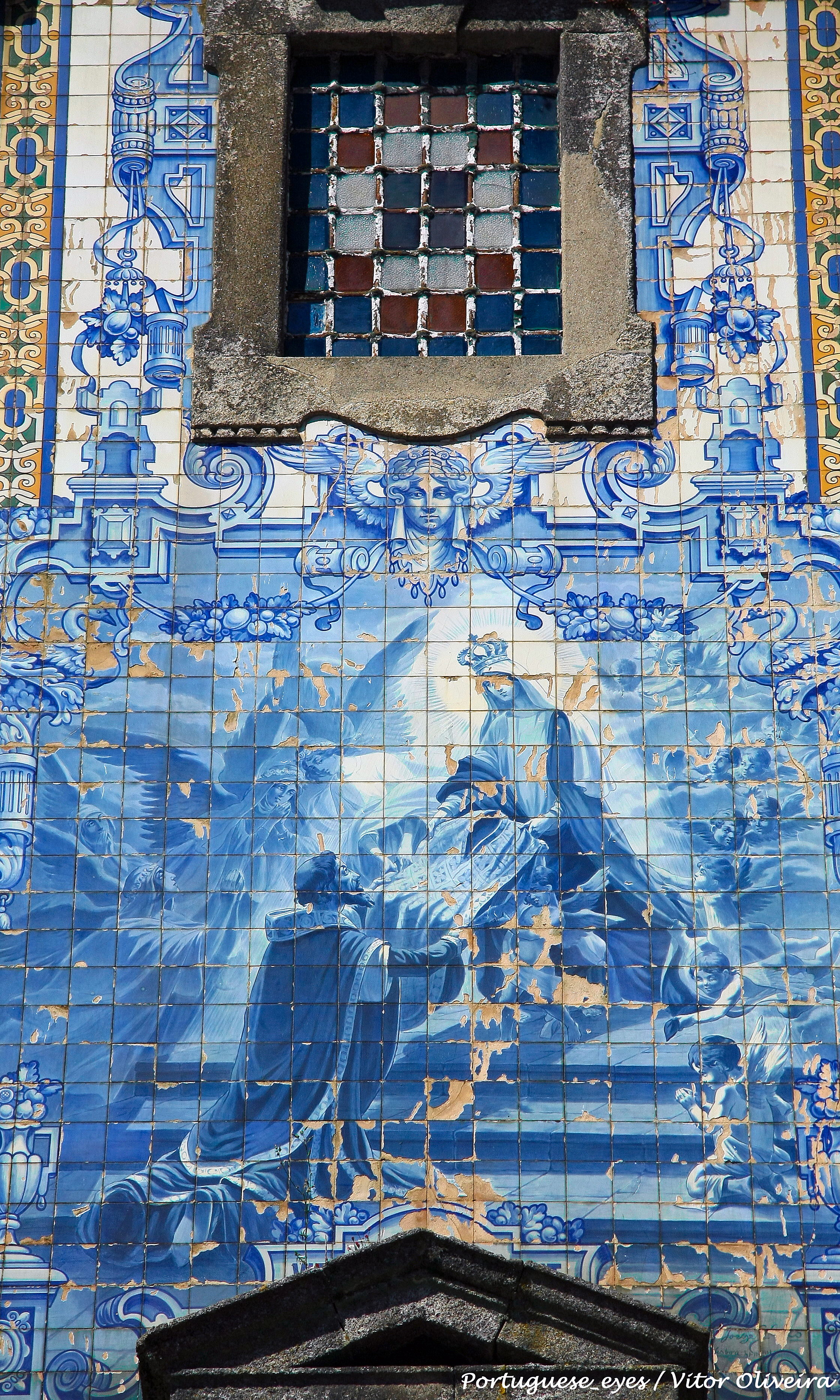
Painel na Igreja de Santo Ildefonso.
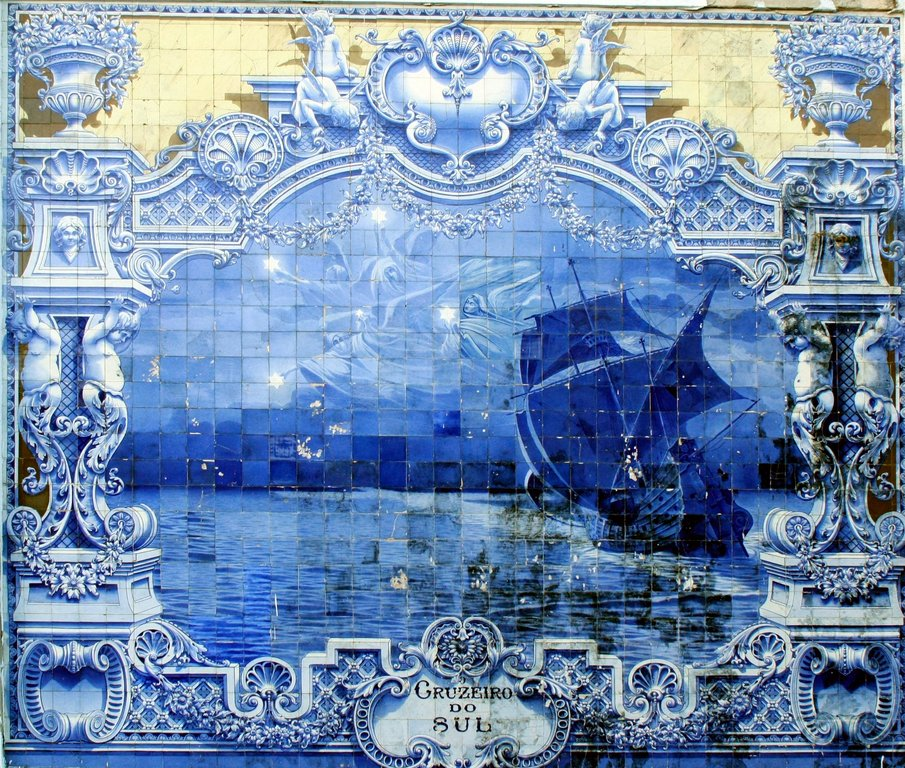
"Cruzeiro do Sul", Parque Eduardo VII em Lisboa.